# Museo di belle arti di Şuşa
Il Museo di belle arti di Şuşa  è situato nell’omonima città in Azerbaigian.
È stato inaugurato il 9 maggio 2013 (anniversario della battaglia di Shushi del 1992) nel corso della prima guerra del Nagorno Karabakh) e la sua realizzazione si deve all'azione di Grigori Gabrielyants, al quale peraltro è intitolato il museo geologico della città, che dedicò la sua attività per l'apertura della sede sin dal 2010.

## Edificio
Il museo è ospitato in uno storico edificio, un tempo adibito a locanda. Sul retro un ampio spazio verde ospita le sculture realizzate da artisti internazionali nel corso delle edizioni del simposio intitolato a Hakob Gyurdjyan.

## Esposizione
Il museo raccoglie oltre seicento opere, frutto di donazioni private, di artisti di diverse nazionalità (Armenia, Georgia, Russia, Lituania, Turkmenistan, Uzbekistan, Polonia, Francia, USA, Etiopia, Mongolia, Egitto, Indonesia, Haiti, Madagascar). Gli artisti dell'Artsakh dispongono di uno spazio espositivo esclusivo.

## Galleria d'immagini

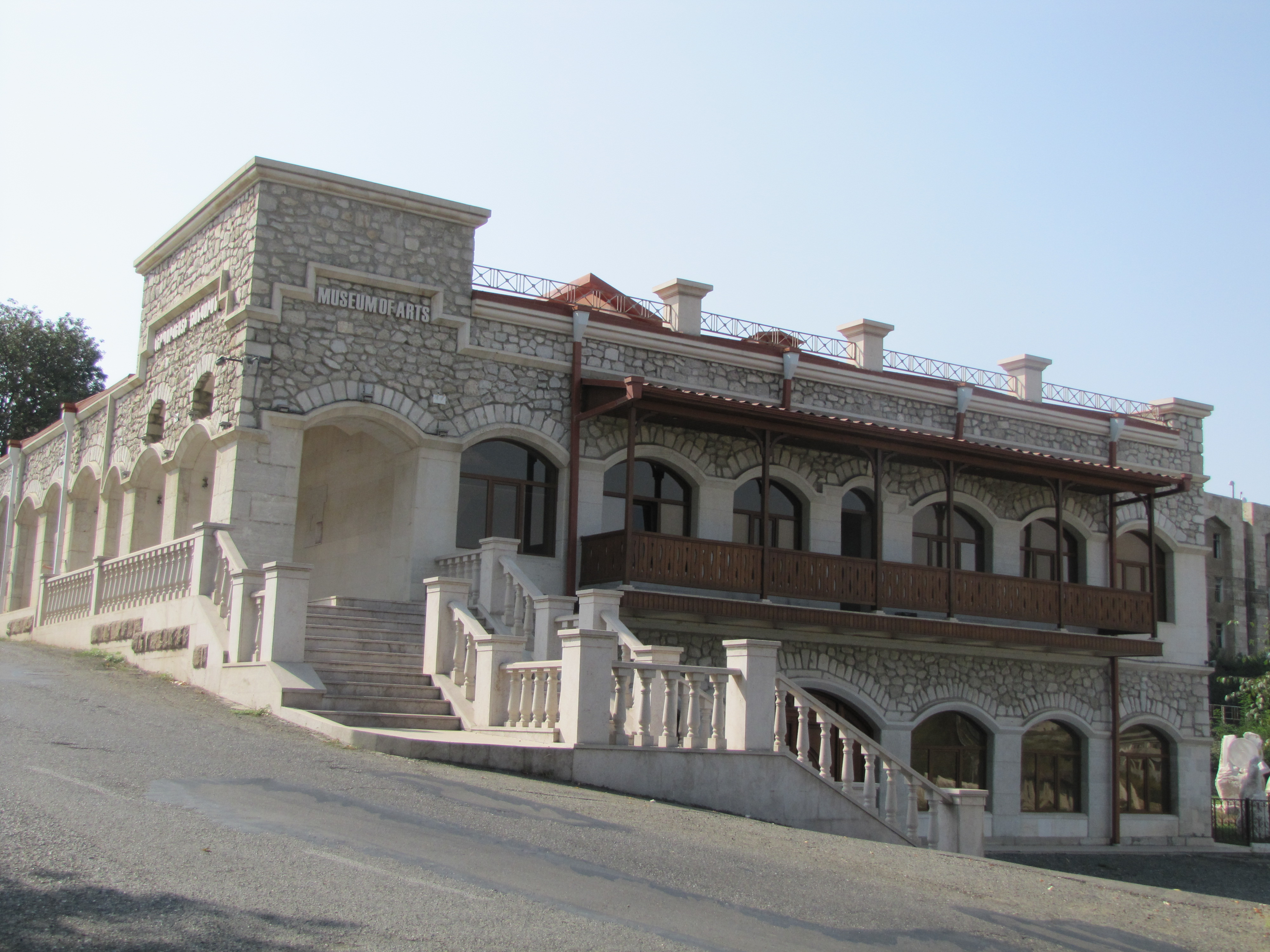
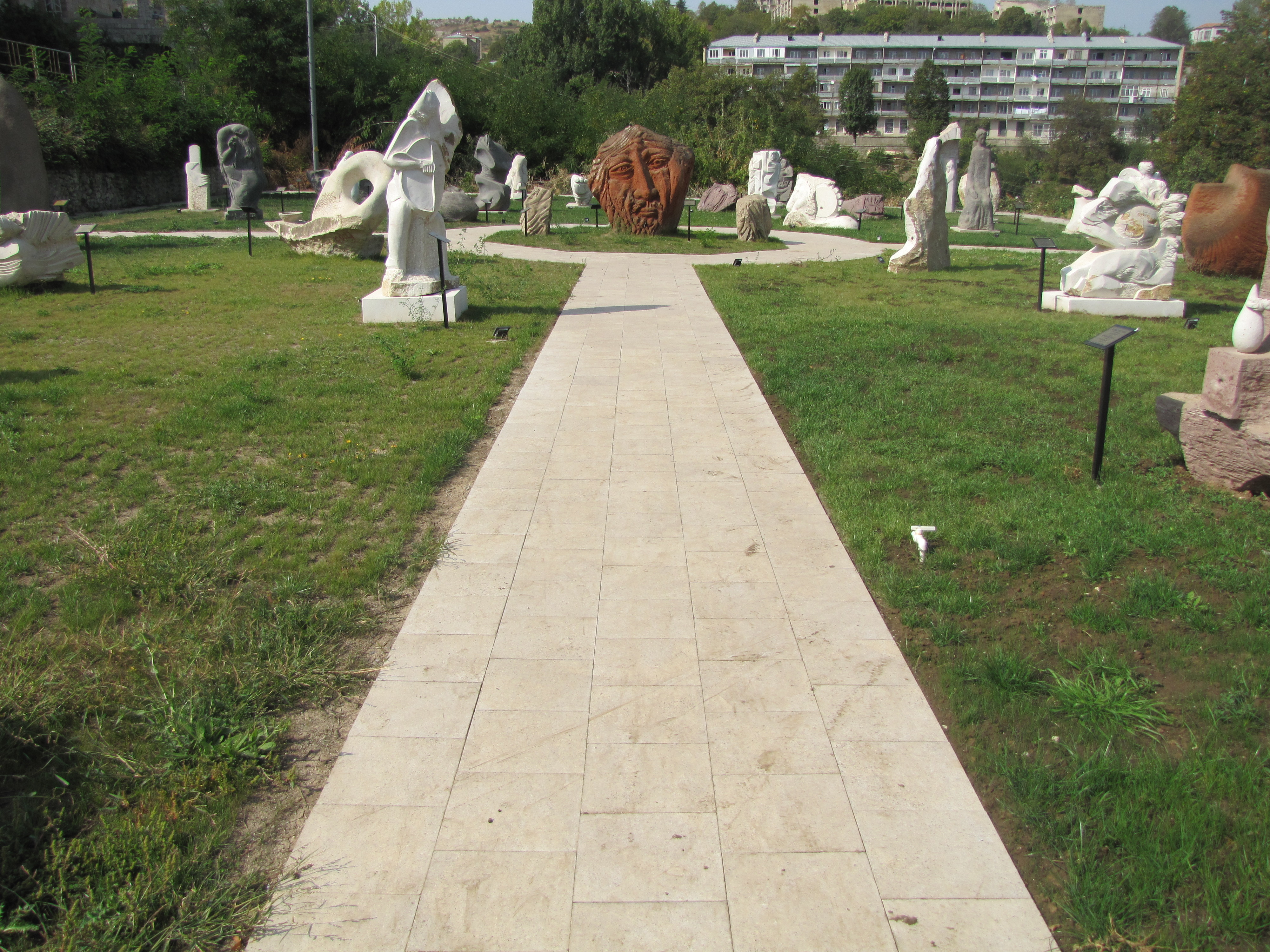
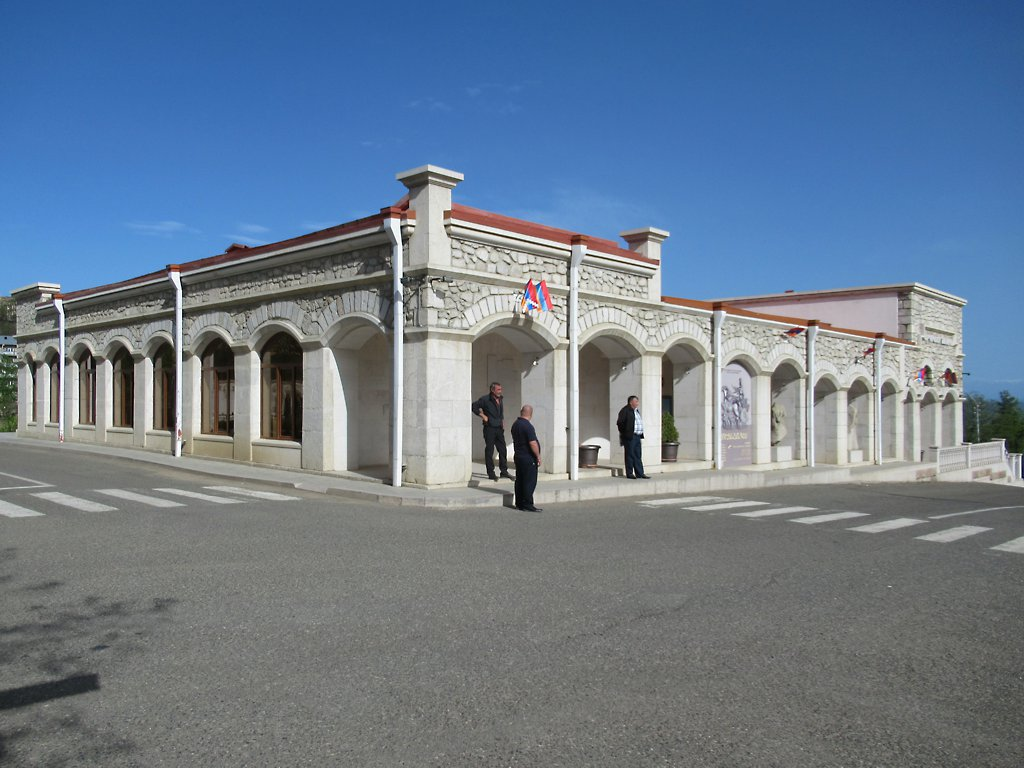